# Йорк (округ Дейн, Вісконсин)
Йорк (англ. York) — місто (англ. town) в США, в окрузі Дейн штату Вісконсин. Населення — 697 осіб (2020).

## Демографія
Згідно з переписом 2010 року, у місті мешкали 652 особи в 246 домогосподарствах у складі 191 родини. Було 271 помешкання
Расовий склад населення:
| - 96,6 % — білих - 1,5 % — азіатів - 0,6 % — чорних або афроамериканців |

До двох чи більше рас належало 0,9 %. Частка іспаномовних становила 1,7 % від усіх жителів.
За віковим діапазоном населення розподілялося таким чином: 21,3 % — особи молодші 18 років, 62,0 % — особи у віці 18—64 років, 16,7 % — особи у віці 65 років та старші. Медіана віку мешканця становила 45,5 року. На 100 осіб жіночої статі у місті припадало 104,4 чоловіків;  на 100 жінок у віці від 18 років та старших — 105,2 чоловіків також старших 18 років.
Середній дохід на одне домашнє господарство  становив 88 498 доларів США (медіана — 77 054), а середній дохід на одну сім'ю — 94 242 долари (медіана — 82 750). Медіана доходів становила 57 500 доларів для чоловіків та 41 806 доларів для жінок. За межею бідності перебувало 4,9 % осіб, у тому числі 3,1 % дітей у віці до 18 років та 2,7 % осіб у віці 65 років та старших.
Цивільне працевлаштоване населення становило 439 осіб. Основні галузі зайнятості: освіта, охорона здоров'я та соціальна допомога — 22,1 %, виробництво — 11,6 %, сільське господарство, лісництво, риболовля — 11,4 %.